# Запад
Запад је једна од главних страна света. На картама запад се налази на левој страни, уколико то није другачије означено и означава се са 270° или 9 сати. Запад се такође користи као одредница за тзв. Западну цивилизацију под којом се најчешће сматрају западна Европа и северна Америка.

## Етимологија
Име је добило јер на тој страни хоризонта Сунце залази (пада, запада).
Реч „west“ је германска реч која је прешла у неке романске језике (ouest у француском, oest у каталонском, ovest у италијанском, oeste у шпанском и португалском). Као и у другим језицима, творба речи потиче од чињенице да је запад правац заласка сунца увече: 'west' потиче од индоевропског корена *wes редуковано од *wes-pero 'вече, ноћ', сродно са старогрчким ἕσπερος хесперос 'вече; Вечерашња звезда; западно' и латинско vesper 'вече; запад'. Примери исте формације у другим језицима укључују латински occidens 'запад' од occidō 'сићи, залазити' и хебрејски מַעֲרָב maarav 'запад' од עֶרֶב erev 'вече'.

## Навигација
Да би се ишло на запад помоћу компаса за навигацију (на месту где је магнетни север у истом смеру као прави север) потребно је да поставите смер или азимут од 270°.
Запад је правац супротан од Земљине ротације око своје осе, и стога је општи правац према коме изгледа да Сунце непрестано напредује и на крају залази. То није тачно на планети Венери, која ротира у супротном смеру од Земље (ретроградна ротација). За посматрача на површини Венере, Сунце би излазило на западу и залазило на истоку иако Венерини непрозирни облаци спречавају посматрање Сунца са површине планете.
На мапи са севером на врху, запад је лево. Континуирано кретање на запад прати круг географске ширине.

## Време
Због правца Земљине ротације, на многим местима на средњим географским ширинама (тј. између 35 и 65 степени географске ширине) преовлађује ветар са запада.

## Култура
Фраза „Запад“ се често говори у контексту западног света, који укључује Европску унију (такође земље EFTA), Уједињено Краљевство, Америку, Израел, Аустралију, Нови Зеланд и (делимично) Јужну Африку.
Концепт западног дела земље има своје корене у Западном римском царству и западном хришћанству. Током Хладног рата „Запад“ се често користио за означавање NATO кампа за разлику од Варшавског пакта и несврстаних нација. Израз опстаје, са све двосмисленијим значењем.

## Симболичка значења
У кинеском будизму, Запад представља кретање ка Буди или просветљењу (погледајте Путовање на Запад). Древни Астеци су веровали да је Запад царство велике богиње воде, магле и кукуруза. У старом Египту, Запад се сматрао порталом у доњи свет, и он је кардинални правац који се разматра у вези са смрћу, иако не увек са негативном конотацијом. Стари Египћани су такође веровали да је богиња Амунет персонификација Запада. Келти су веровали да се иза западног мора ван ивица свих мапа налази Други свет, или Загробни живот.
У јудаизму се узима да је запад у правцу Шекине (присуства) Бога, као што су у јеврејској историји Табернакл и каснији Јерусалимски храм били окренути ка истоку, са Божјим присуством у Светињи над светињама уз степенице на западу. Према Библији, Израелци су прешли реку Јордан идући на запад у Обећану земљу. У исламу, у Индији се људи моле окренути према западу ка Меки, јер је Мека у правцу запада.
У америчкој књижевности (нпр. у Великом Гетсбију) кретање на Запад понекад симболизује стицање слободе, можда као повезаност са насељавањем Дивљег запада (погледајте такође америчку границу и манифестну судбину).

## Фикција
Толкин је користио Запад симболично, при чему је умирући Торин је у Хобиту назвао Билба Багинса „дете љубазног Запада“. Ово је много јасније у Господару прстенова, где је исток служио Саурону, а његови непријатељи се повезују са Западом.
У Саберагеновој серији Империја Истока, ривалске силе су Запад и Исток, укључујући и људе и натприродна бића. Сви демони су део Истока.
Ово није универзално. У Толкиновим ранијим радовима, север је био правац зла. Ц. С. Луис у „Путовању корача зоре“ има исток као свети правац, који води до Асланове земље.